# Murga (muziek)

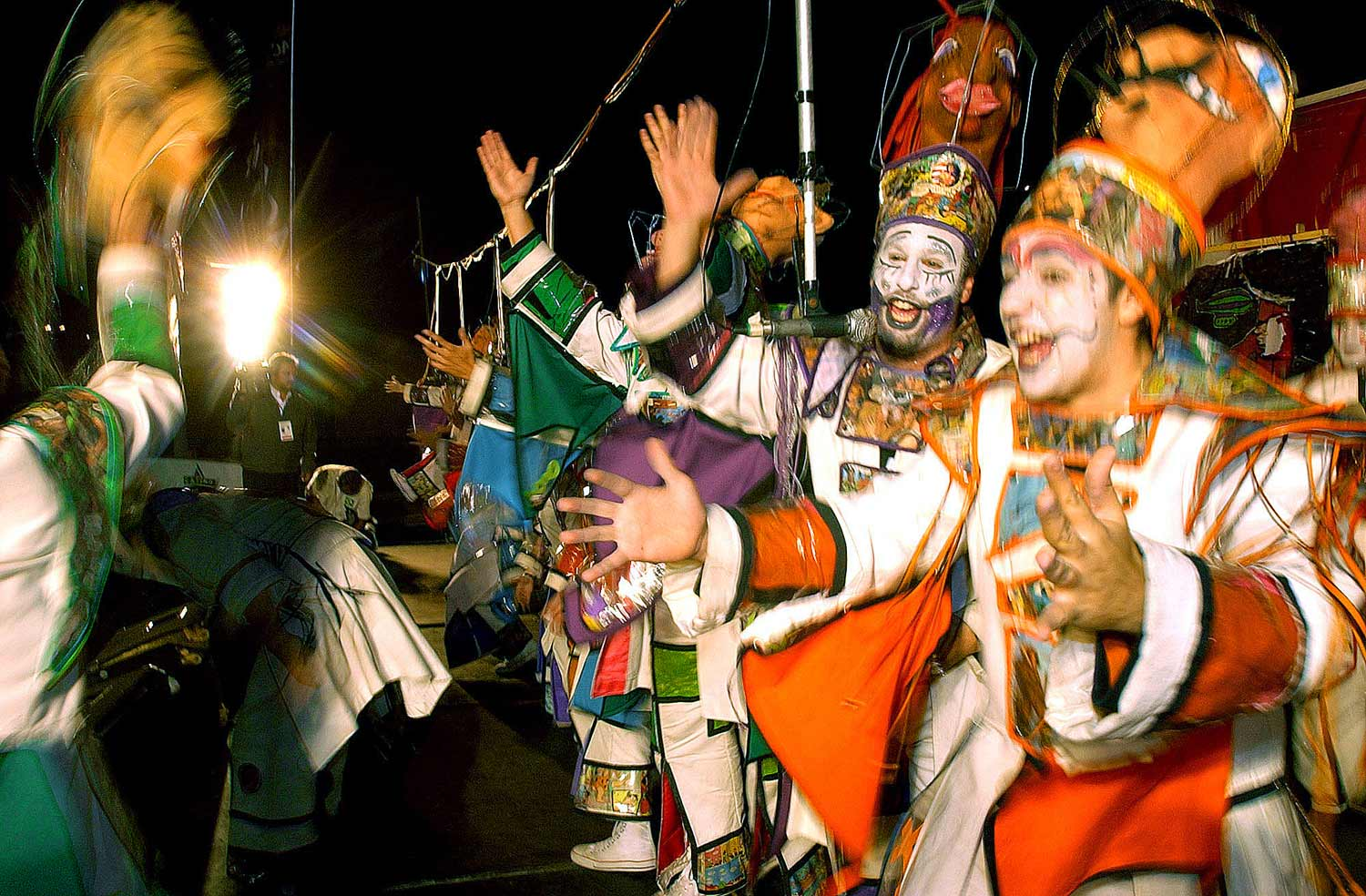
Montevideo, maart 2005

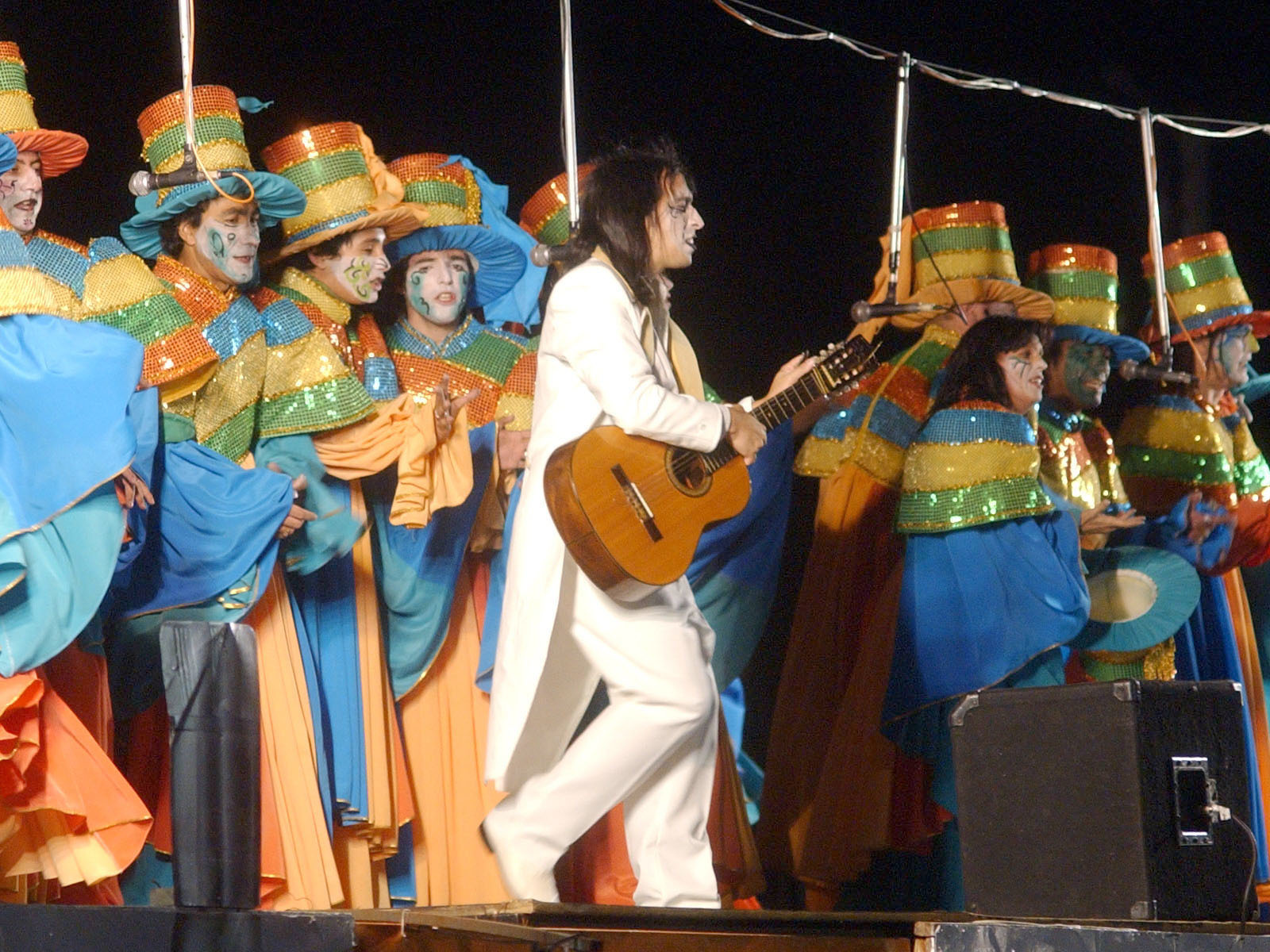
Montevideo, maart 2005

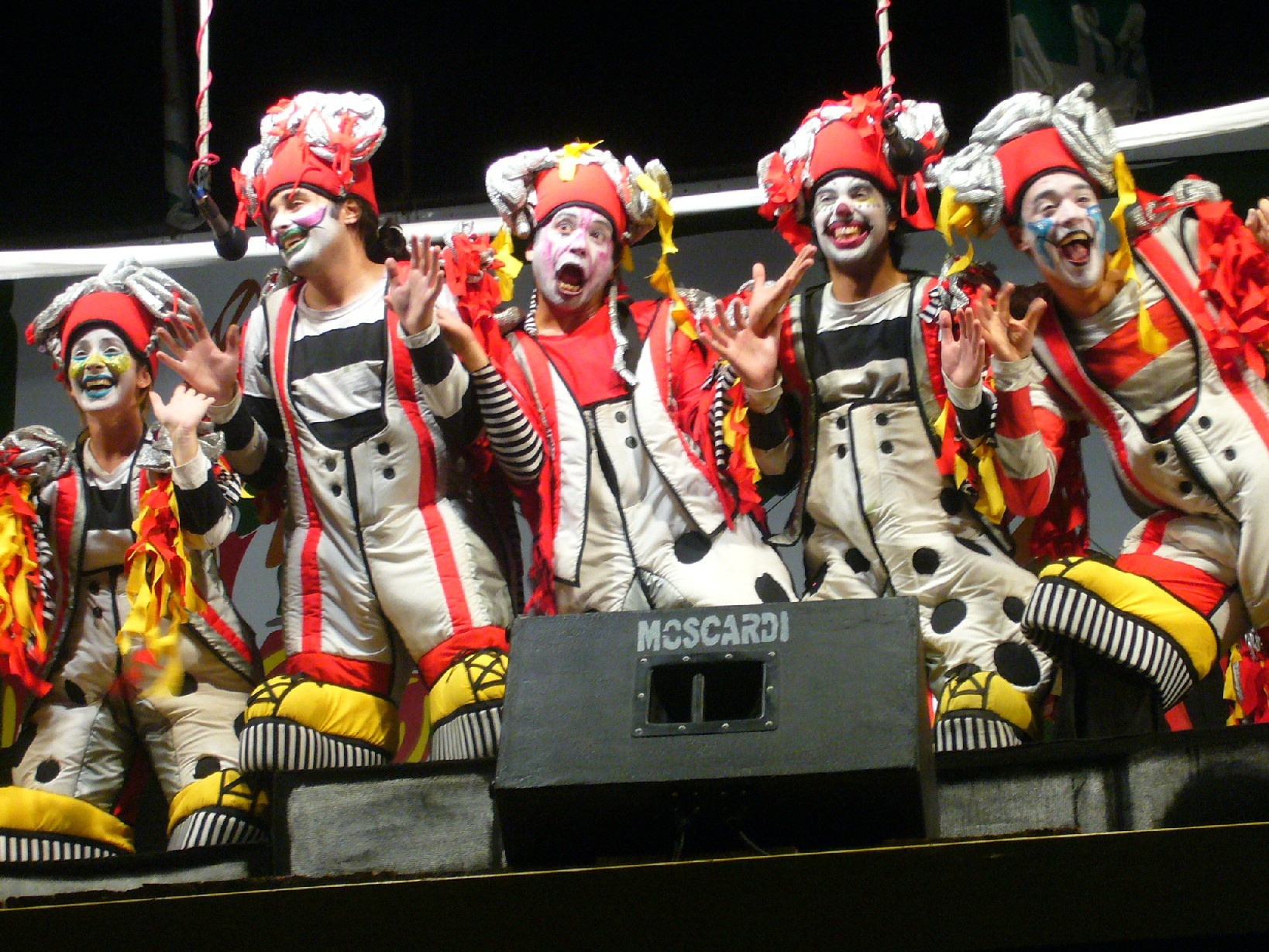
Uruguay, 2008

Een murga is een Latijns-Amerikaanse straat- of podiumfanfare, die verbonden is aan een wijk of stadsdeel en optreedt tijdens het carnavalsseizoen. Hierbij wordt specifiek aandacht geschonken aan vier elementen: muziek, dans, gesproken of gezongen woord en kostuums. Murga is tegelijkertijd het woord voor het specifieke muziekgenre als voor de fanfare die het uitvoert.
Murga's komen voor in Argentinië, Uruguay, Colombia, Brazilië, Chili, Panama en Mexico, maar ook in Europa (Canarische eilanden, Italië, Frankrijk, Duitsland, en sinds 2006 in België.

## Murga in België
De eerste Belgische murga's werden in 2006 opgericht in Antwerpen, op initiatief van de ingeweken Argentijn Gerardo Salinas. "De mensen in Antwerpen zijn vrij om te kiezen hoe ze zelf de murga in hun stad invullen en dat kan volledig verschillen met andere steden of landen”, vertelt Salinas over de Belgische versies van de murga. 
De Antwerpse murga's werden opgericht met de steun van Antwerpse cultuurhuizen, kunstenorganisatie Fiebre vzw en Murga vzw (die sinds 2013 niet meer bestaat). 10 jaar na de vliegende start zijn er 8 murga's actief, inclusief groepen in Brugge, Gent, Leuven en Heist-op-den-Berg. Ze nemen elk jaar deel aan een grote murgaparade of aan het straatfestival Borgerrio in het Antwerpse district Borgerhout. 

## Murga in Europa
Ook op andere plaatsen in Europa bestaan murga's: onder andere in Valencia en Barcelona (Spanje), Bielefeld (Duitsland), Rome, Battipaglia, Caserta en Napels (Italië). De leden zijn vaak geëmigreerde Argentijnen, maar net zo goed niet-Argentijnen. 

## Kenmerken
Elke murga heeft zijn eigen typerende kleuren of visuele stijl, zichtbaar in het kostuum dat de dansers en muzikanten dragen. Een typisch murga-instrument is de bombo con platillo (een basdrum met klankschaaltje erbovenop)